# Trophée des champions de l'ICC de 2002
Navigation
2000 2004
L'ICC Champions Trophy de 2002 fut la troisième édition de l'ICC Champions Trophy, qui est une compétition internationale de cricket. Ce fut la première fois qu'elle s'est déroulée sous cette appellation, les deux premières éditions portant le nom d'ICC Knockout. Elle s'est jouée du 12 au 30 septembre 2002 en Angleterre. Les 12 équipes engagées disputèrent un total de 15 matchs. Le titre a été partagé entre l'Inde et le Sri Lanka, la finale du tournoi ayant été annulée par deux fois pour cause de pluie.

## Équipes participantes
| Nations test - Afrique du Sud - Angleterre - Australie - Inde - Indes occidentales - Nouvelle-Zélande - Pakistan - Sri Lanka - Zimbabwe | Autres équipes - Kenya - Pays-Bas |

## Déroulement

### Poules
Les douze équipes furent réparties en quatre poules de trois. La première équipe de chaque poule fut qualifiée pour les demi-finales de la compétition.
| Équipe                                                                    | Pts | J | V | T | D | NR | NRR    |
| ------------------------------------------------------------------------- | --- | - | - | - | - | -- | ------ |
| Australie                                                                 | 4   | 3 | 2 | 0 | 0 | 0  | 3.461  |
| Nouvelle-Zélande                                                          | 2   | 3 | 1 | 0 | 1 | 0  | 0.030  |
| Bangladesh                                                                | 0   | 3 | 0 | 0 | 2 | 0  | -3.275 |
| Légende : Points - Victoires - Ties - Défaites - No Result - Net Run Rate |     |   |   |   |   |    |        |

| Équipe                                                                    | Pts | J | V | T | D | NR | NRR    |
| ------------------------------------------------------------------------- | --- | - | - | - | - | -- | ------ |
| Inde                                                                      | 4   | 3 | 2 | 0 | 0 | 0  | 0.816  |
| Angleterre                                                                | 2   | 3 | 1 | 0 | 1 | 0  | 0.401  |
| Zimbabwe                                                                  | 0   | 3 | 0 | 0 | 2 | 0  | -1.125 |
| Légende : Points - Victoires - Ties - Défaites - No Result - Net Run Rate |     |   |   |   |   |    |        |

| Équipe                                                                    | Pts | J | V | T | D | NR | NRR    |
| ------------------------------------------------------------------------- | --- | - | - | - | - | -- | ------ |
| Afrique du Sud                                                            | 4   | 3 | 2 | 0 | 0 | 0  | 1.856  |
| Indes occidentales                                                        | 2   | 3 | 1 | 0 | 1 | 0  | 0.202  |
| Kenya                                                                     | 0   | 3 | 0 | 0 | 2 | 0  | -2.050 |
| Légende : Points - Victoires - Ties - Défaites - No Result - Net Run Rate |     |   |   |   |   |    |        |

| Équipe                                                                    | Pts | J | V | T | D | NR | NRR    |
| ------------------------------------------------------------------------- | --- | - | - | - | - | -- | ------ |
| Sri Lanka                                                                 | 4   | 3 | 2 | 0 | 0 | 0  | 2.861  |
| Pakistan                                                                  | 2   | 3 | 1 | 0 | 1 | 0  | 1.245  |
| Pays-Bas                                                                  | 0   | 3 | 0 | 0 | 2 | 0  | -4.323 |
| Légende : Points - Victoires - Ties - Défaites - No Result - Net Run Rate |     |   |   |   |   |    |        |

### Tableau final
|  | Demi-finales   | Demi-finales |      |     | Finale                         | Finale                         |
|  | Demi-finales   | Demi-finales |      |     | Finale                         | Finale                         |
|  |                |              |      |     |                                |                                |
|  | 25 septembre   | 25 septembre |      |     | 29 septembre puis 30 septembre | 29 septembre puis 30 septembre |
|  | 25 septembre   | 25 septembre |      |     | 29 septembre puis 30 septembre | 29 septembre puis 30 septembre |
|  | Inde           | 261/9        |      |     | 29 septembre puis 30 septembre | 29 septembre puis 30 septembre |
|  | Inde           | 261/9        |      |     | 29 septembre puis 30 septembre | 29 septembre puis 30 septembre |
|  | Afrique du Sud | 251/6        |      |     | 29 septembre puis 30 septembre | 29 septembre puis 30 septembre |
|  | Afrique du Sud | 251/6        | Inde | -   |                                |                                |
|  | 27 septembre   |              | Inde | -   |                                |                                |
|  |                | Sri Lanka    | -    |     |                                |                                |
|  | Australie      | Sri Lanka    | -    | 162 |                                |                                |
|  | Australie      |              |      | 162 |                                |                                |
|  | Sri Lanka      | 163/3        |      |     |                                |                                |
|  | Sri Lanka      | 163/3        |      |     |                                |                                |

La finale a été annulée pour cause de pluie.